# Прекръсте
Прекръсте е село в Западна България. То се намира в Община Драгоман, Софийска област.

## География
Селото се намира на 12 км по пътя Драгоман-Годеч.
До там се стига с миниавтобус, който тръгва от автогара София-Север за град Годеч в 08.10 ч., 14,00 ч., 19.10 ч.

## История
В съкратен регистър на Пиротския кадилък от 1530 година Прекостие е отбелязано като село с 21 домакинства, 4 неженени жители и една вдовици. В други регистри е записано като Прекристе.